# Pain de sucre (sucre)
Pour les articles homonymes, voir Pain de sucre.

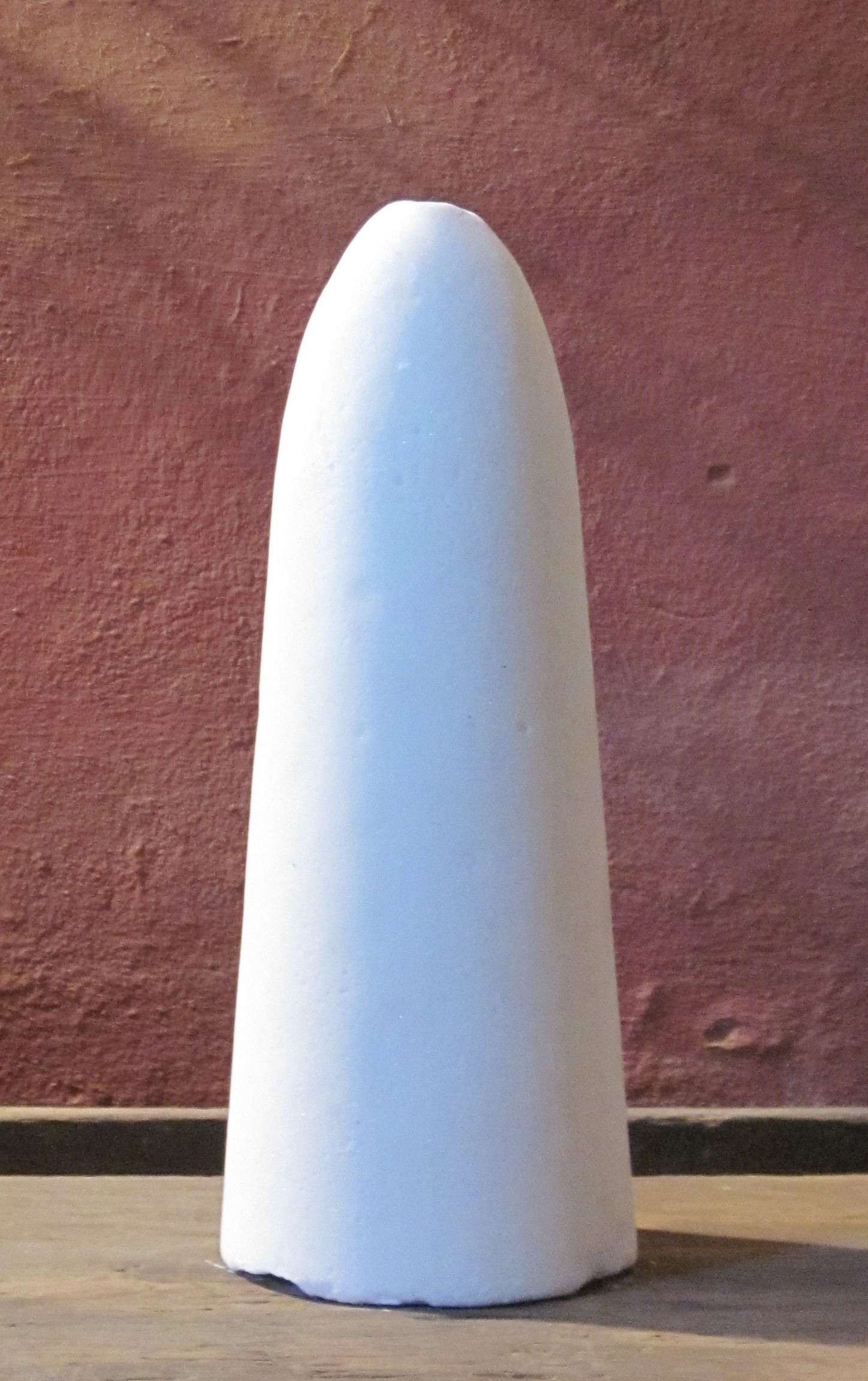
Pain de sucre.

Un pain de sucre est une quantité de sucre blanc à la forme caractéristique, un cône allongé au sommet arrondi. C'est sous cette forme que le sucre a été vendu jusqu'à la fin du XIXe siècle où le sucre semoule (dit aussi sucre en poudre) ou en morceaux l'ont progressivement remplacé. Le pain de sucre résulte de la cristallisation d'un jus sucré issu de la canne à sucre ou de la betterave. Le sucre étant stable sous cette forme peut être conservé longtemps et transporté sur de longues distances.
Ordinairement placé verticalement en reposant sur sa base plane, sa forme conique et arrondie est à l'origine du nom de plusieurs monts dont le plus connu est le Pain de Sucre de la baie de Rio de Janeiro. 

## Production et application

### Production

#### Ancienne méthode

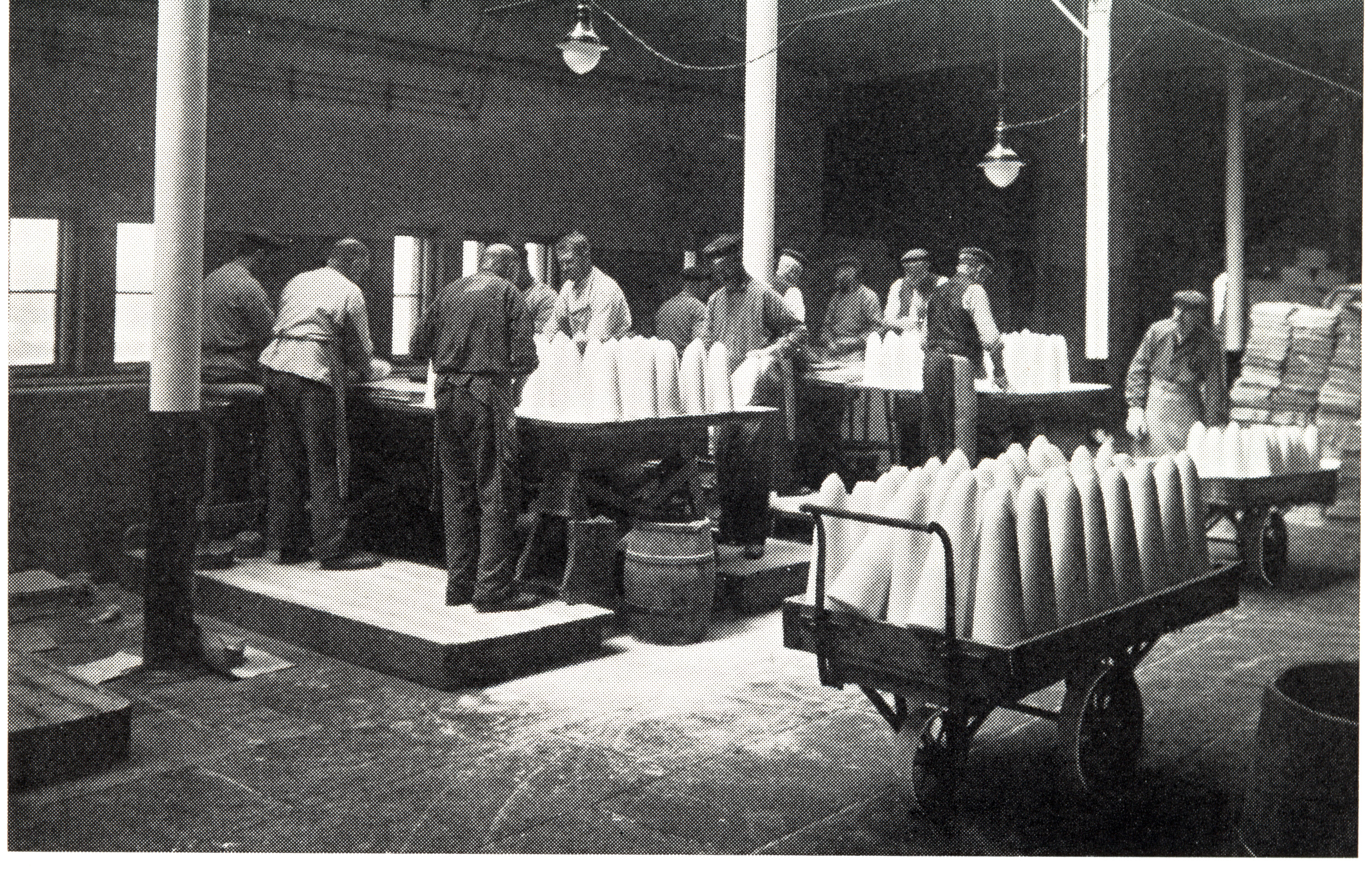
Manufacture de pains de sucre de David Carnegie à Göteborg, vers 1900.

Le jus des plantes - historiquement du jus de cannes à sucre obtenu par écrasement et pression dans un moulin - est concentré par ébullition jusqu'à initier la cristallisation par concentration. Le liquide visqueux chaud est ensuite versé dans un récipient de forme conique à fond rond, où il finit de cristalliser par refroidissement,. Une fois refroidi, le pain de sucre ainsi formé d'un agglomérat de petits cristaux se comporte comme un solide, qui peut être démoulé et entrer dans le circuit commercial, manipulable comme un solide de taille standardisée. La forme en ogive facilite le démoulage. Issu de jus concentrés, le sucre n'était pas blanc mais roux si la mélasse n'est pas séparée lors de la fabrication. L'utilisateur doit ensuite briser le pain en morceaux de taille adaptée au besoin. Des marteaux à sucre, des pinces à sucre et divers autres outils permettent de débiter le pain de sucre, de le casser en morceaux ou de le réduire en poudre, lors de la vente en épicerie ou bien à domicile.

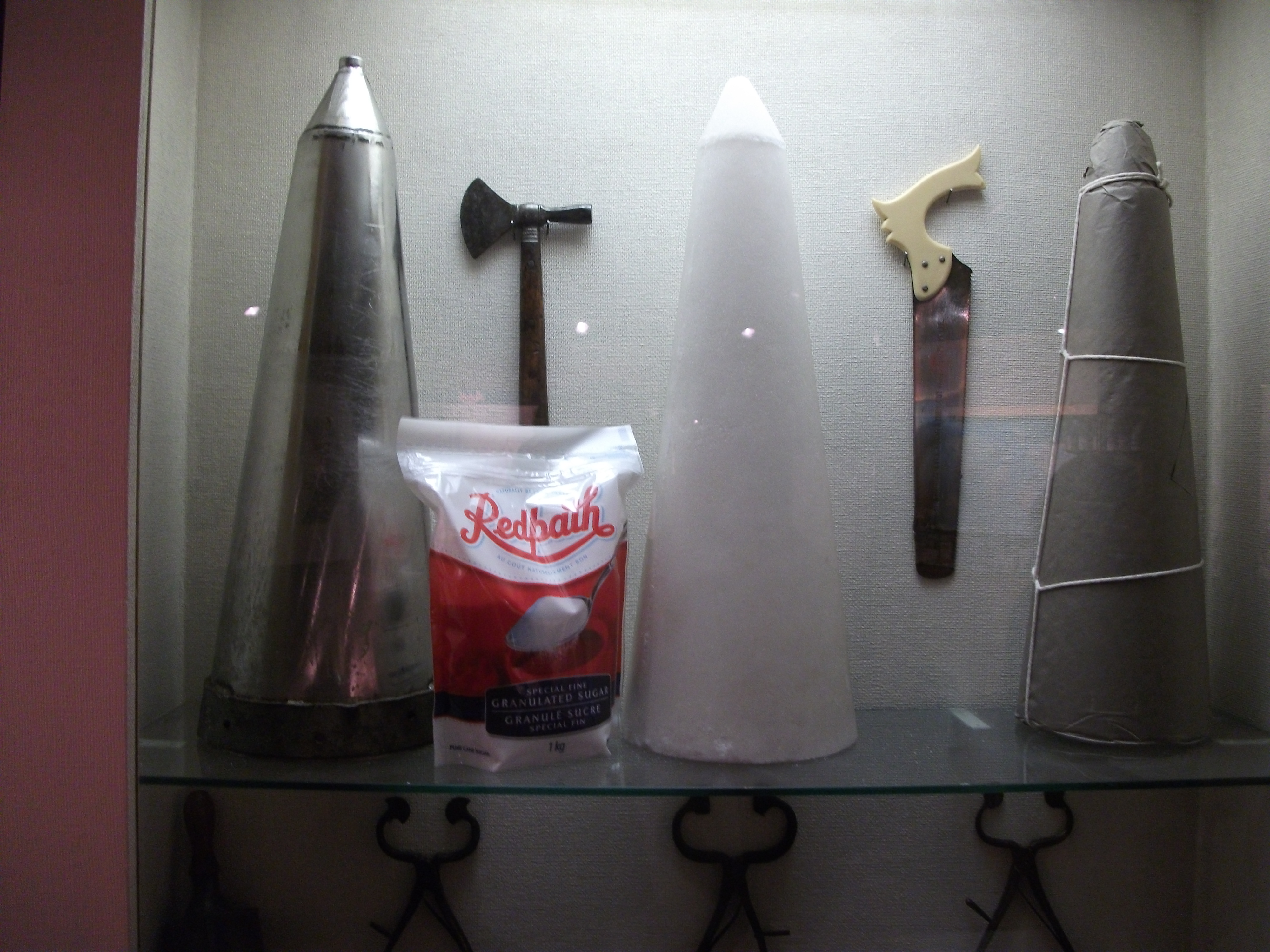
Marteau, scie et pinces à sucre, moule et pain de sucre.

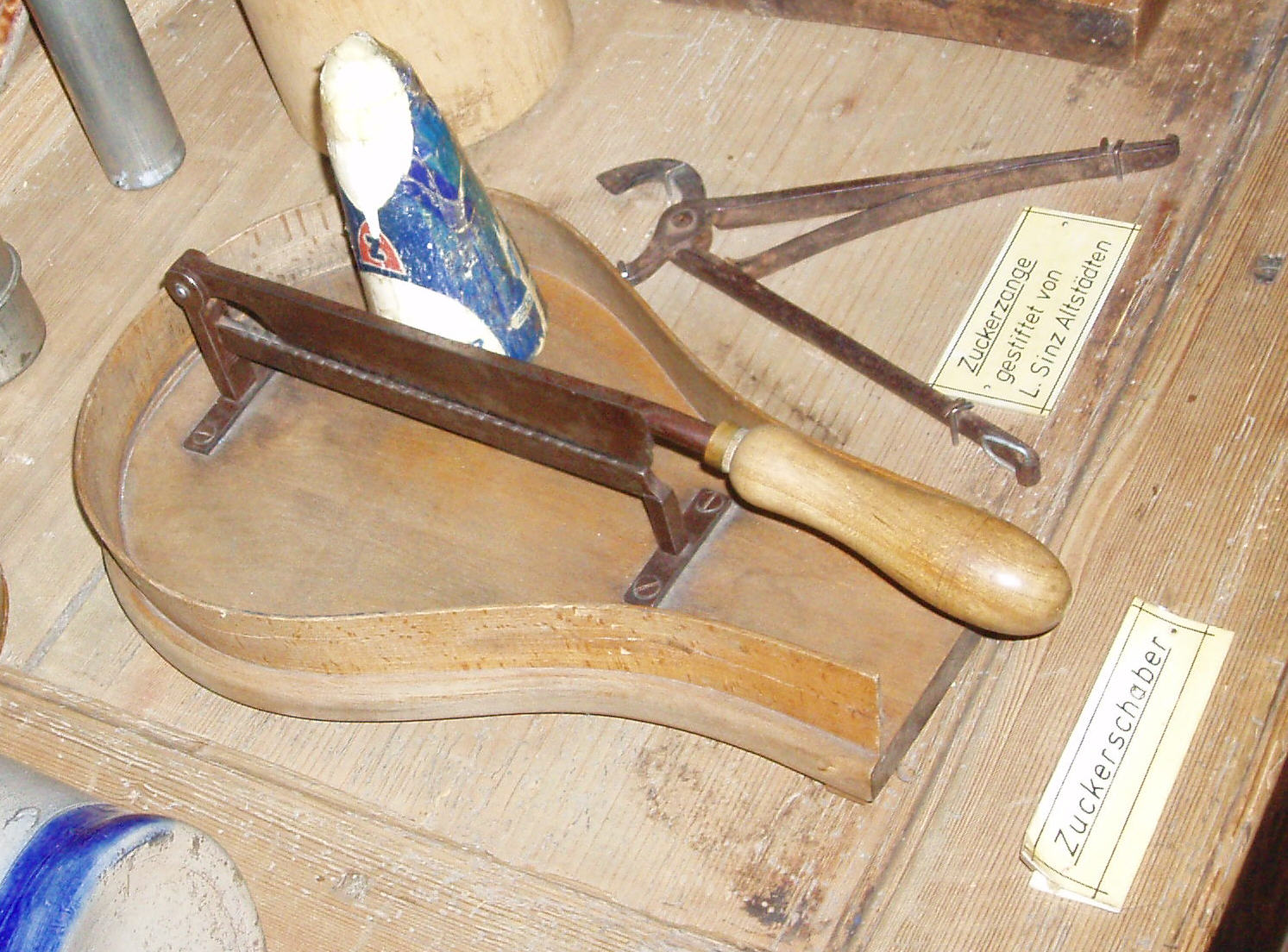
Grattoir à sucre et pince.

Pour obtenir du sucre blanc, il faut en plus un procédé de raffinage qui sépare la mélasse (colorée) externe aux cristaux et les cristaux (blancs ou peu colorés selon leur pureté). Cette opération de raffinage est plus utile pour le sucre de betterave, dont la mélasse n'a pas un goût agréable, contrairement à celle de canne à sucre. Ce processus de raffinage est bien adapté à la fabrication de sucre semoule en vrac ou à celle de sucre en morceaux (cristaux agglomérés en parallélépipèdes moulés et séchés, à dissolution rapide), mais il reste transitoirement compatible avec la forme historique en pain.

#### Méthode moderne
Historiquement, c'est sous la forme de pains de sucre que cette denrée, élaborée dans diverses régions tropicales, était transportée et vendue depuis le moyen-âge.
Aujourd'hui le pain de sucre est surtout un accessoire de folklore. Pour sa fabrication actuelle, ce sont bien souvent des cristaux de sucre humidifiés qui sont mis dans des moules de forme traditionnelle, pressés, et sèchés.

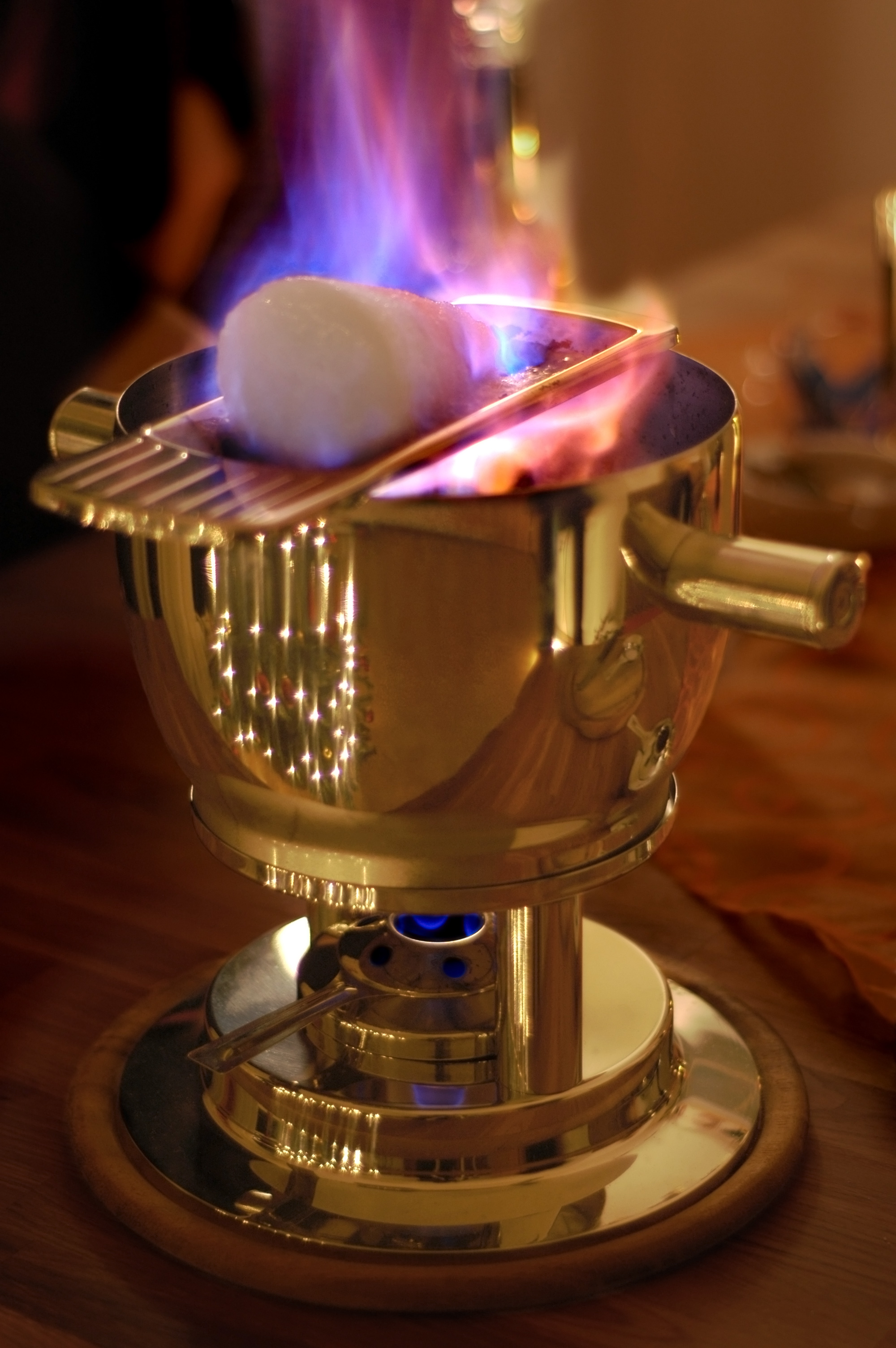
de.